# Digital Terrain Elevation Data
Digital Terrain Elevation Data (DTED; deutsch Digitale Geländeerhebungsdaten) ist ein digitales Geländemodell in einem Raster mit gleichmäßigen Abständen.
Sie entsprechen den Geländedaten des USGS, wurden aber von der National Geospatial-Intelligence Agency (NIMA), der heutigen NGA, für militärische Zwecke entworfen.
Die DTED-Dateien basieren auf Angaben der geographischen Länge und Breite in WGS84 und sind in 1°-Pakete aufgeteilt, die wiederum in einzelne Zellen mit festen Dimensionen unterteilt sind. Jeder Zelle ist ein Höhenwert zugeordnet. Die DTED-Stufe gibt die Zellengröße an:
- in DTED-0 beträgt die Zellenausdehnung 30 Bogensekunden (arc-seconds), was etwa 900 Meter entspricht
- in DTED-1 ist die Zellenweite 3 Bogensekunden (oder etwa 90 Meter)
- in DTED-2 ist die Zellenweite 1 Bogensekunde (etwa 30 Meter)

Die DTED-0-Daten haben einen Umfang etwa 2 GigaByte (komprimiert etwa 800 MegaByte) und können auf den NGA-Seiten frei heruntergeladen werden. Höhere DTED-Stufen sind nicht frei verfügbar.
Das DTED-Datenformat ist in der „U.S. Military Specification Digital Terrain Elevation Data (DTED) MIL-D-89020B“ beschrieben.
Ergänzt werden die Geländedaten durch Digital Feature Analysis Data, eine Sammlung digitaler kartographischer Daten der US-amerikanischen Defense Mapping Agency (DMA, heute aufgegangen in der NGA).